# 茅場孝史
茅場 孝史（かやば たかし、1961年12月4日 - ）は、茨城県出身の元プロ野球選手（内野手）。

## 来歴・人物
土浦第三高では小松崎善久とクリーンアップを形成、1979年オフにドラフト外で横浜大洋ホエールズに入団。
内臓疾患のため1981年に一時引退するが、1983年に復帰。しかし、一軍出場はないまま同年限りで現役を引退。
子息も同じ高校を経て、BCリーグの富山サンダーバーズでプレーしていた。その後は地元で親子揃って野球教室にも協力している。

## 詳細情報

### 年度別打撃成績
- 一軍公式戦出場なし

### 背番号
- 50 （1980年 - 1981年）
- 69 （1983年）